# 비안카 파스쿠
비안카 알렉산드루 파스쿠(루마니아어: Bianca Alexandru Pascu, 1988년 6월 13일 ~ )는 루마니아의 펜싱 선수로 주 종목은 사브르이다. 파스쿠는 런던에서 열린 2012년 하계 올림픽의 여자 사브르 개인전에서 루마니아 대표로 출전하였다. 그러나, 그녀는 32강전에서 중국의 주민에게 10-15로 패하며 탈락하였다.